# Organometaalchemie
Organometaalchemie is een tak van scheikunde op het grensvlak van de organische en de anorganische chemie en een belangrijk onderdeel van coördinatiechemie. Een organometaalverbinding wordt gekarakteriseerd als coördinatieverbinding waarbij minstens één min of meer polaire metaal-koolstofbinding aanwezig is.
Een organometaalverbinding kan erg reactief zijn en soms explosief reageren met lucht of water. Ze worden vaak gebruikt als reagens of katalysator.
Voorbeelden van reagentia zijn organolithium-, organoaluminium- en organomagnesiumverbindingen. De laatste groep staat bekend als grignard-reagentia, genoemd naar de Franse scheikundige Victor Grignard.
Voorbeelden van organometaalkatalysatoren zijn:
- Ziegler-Natta-katalysatoren voor polymerisatie van alkenen of olefines naar polyolefines, onder andere propeen naar polypropeen
- Wilkinson-katalysator voor hydrogenering van olefines
- Fischercarbeencomplexen voor de metathese van olefines

Sommige organometaalverbindingen zijn erg stabiel. Denk daarbij aan het in 1852 gesynthetiseerde tetra-ethyllood, dat vanaf 1922 tot aan het einde van de 20e eeuw aan benzine werd toegevoegd als antiklopmiddel. De stabiliteit van de binding heeft te maken met de aard van de binding, dus ionair of covalent, de polarisatie van de binding en de mate waarin de bindende orbitalen kunnen overlappen.
Binnen de biochemie is een voorbeeld vitamine B12 met binding van kobalt en koolstof. Het betreft daarbij alleen de binding tussen de cyano-groep en het kobalt-ion. De bindingen met de rest van het molecuul verlopen via kobalt-stikstofbindingen.
Een van de oudste organometaalverbindingen is calciumcarbide. De verbinding is relatief stabiel, maar reageert wel heftig met water, waarbij ethyn wordt gevormd. Van de organische lithiumverbindingen zijn vooral de butaanderivaten bekend. Ze worden vooral in het laboratorium als sterke basen gebruikt. Sterk betekent in dit geval dat het OH−-ion niet sterk genoeg is, of het in deze reactie gevormde water een te sterk zuur, bijvoorbeeld in Horner-Wittig-reacties.
Als Gilmanreagens is een groep organometaalverbindingen met lithium en koper bekend. Deze reagentia worden in de synthetisch organische chemie gebruikt om halogenen door alkylgroepen te vervangen. De formule kan als :R2CuLi worden geschreven, waarin R voor een alkylgroep staat. Deze groep reagentia is door Henry Gilman ontdekt. Lithiumdimethylkoper (CH3)2CuLi kan worden gesynthetiseerd door koper(I)jodide met methyllithium in tetrahydrofuraan te laten reageren bij −78 °C. In onderstaande reactie draagt het Gilman-reagens een negatief geladen methylgroep over op het alkyn. De alkoxygroep van de ester vertrekt vervolgens met de negatieve lading, waarbij tevens de vijf-ring gevormd wordt.
Veel organische broomverbindingen reageren in watervrije ether of THF met metallisch magnesium, waarbij zogenaamde grignard-verbindingen worden gevormd. Deze verbindingen reageren vooral met aldehyden, ketonen en carbonzuren. De kern van deze reacties is de vorming van een nieuwe koolstof-koolstof binding.
Tin wordt in deze vorm gebruikt als anti-fouling verf. In het laboratorium wordt tributyltinhydride - (C4H9)3SnH - als reductiemiddel gebruikt om halogenen uit organische moleculen te elimineren.

## Overzicht van de koolstof-elementverbindingen
| H  |    |    |    |    |    |    |     |    |    |    |    |    |    |    |    |    | He |
| Li | Be | B  | C  | N  | O  | F  | Ne  |    |    |    |    |    |    |    |    |    |    |
| Na | Mg | Al | Si | P  | S  | Cl | CAr |    |    |    |    |    |    |    |    |    |    |
| K  | Ca | Sc | Ti | V  | Cr | Mn | Fe  | Co | Ni | Cu | Zn | Ga | Ge | As | Se | Br | Kr |
| Rb | Sr | Y  | Zr | Nb | Mo | Tc | Ru  | Rh | Pd | Ag | Cd | In | Sn | Sb | Te | I  | Xe |
| Cs | Ba |    | Hf | Ta | W  | Re | Os  | Ir | Pt | Au | Hg | Tl | Pb | Bi | Po | At | Rn |
| Fr | Ra |    | Rf | Db | Sg | Bh | Hs  | Mt | Ds | Rg | Cn | Nh | Fl | Mc | Lv | Ts | Og |
|    |    | ↓  |    |    |    |    |     |    |    |    |    |    |    |    |    |    |    |
|    |    | La | Ce | Pr | Nd | Pm | Sm  | Eu | Gd | Tb | Dy | Ho | Er | Tm | Yb | Lu |    |
|    |    | Ac | Th | Pa | U  | Np | Pu  | Am | Cm | Bk | Cf | Es | Fm | Md | No | Lr |    |

| Standaard verbinding in de organische chemie     | Ruime toepassingen in de chemie     |
| Academisch interessant, maar beperkte toepassing | Binding onbekend of niet beschreven |

- Gemeinsame Normdatei: 4602390-2
- Library of Congress Control Number: sh86004134
- Nationale Bibliotheek van Tsjechië: ph849152
- Nationale Bibliotheek van Israël: 987007556008105171